# 1910.
◄ | 19. stoljeće | 20. stoljeće | 21. stoljeće | ►
◄ | 1880-ih | 1890-ih | 1900-ih | 1910-ih | 1920-ih | 1930-ih | 1940-ih | ►
◄◄ | ◄ | 1907. | 1908. | 1909. | 1910. | 1911. | 1912. | 1913. | ► | ►►
Arhitektura • Astronomija • Biologija • Film • Fotografija • Glazba • Kazalište • Kemija • Kiparstvo • Knjige • Književnost • Kršćanstvo • Meteorologija • Medicina • Planinarstvo • Politika • Pravo • Promet • Slikarstvo • Strip • Šport • Televizija • Znanost • Zrakoplovstvo • Željeznički promet

## Događaji
- 1. siječnja – Na mjestu švicarskog saveznog predsjednika Robert Comtesse zamijenio je Adolfa Denchera. Comtesse je poslije 1904. po drugi put izabran za predsjednika Švicarske.
- 15. svibnja – Prva službena utakmica i prezentacija nogometa u Varaždinu: Varaždinski gimanzijski športski klub (VGŠK) protiv Olimpije iz Karlovca.[1]
- 8. ožujka – u Kopenhagenu Međunarodna Konferencija žena proglasila je 8. ožujka danom žena radnica.
- 22./23. lipnja – prvi let avionom u Hrvatskoj, konstruktora Slavoljuba Penkale izveo je pilot Dragutin Novak u Zagrebu (Črnomerec).

## Rođenja

### Siječanj – ožujak
- 5. siječnja – Juraj Jurjević, hrvatski književnik († 1985.)
- 12. siječnja – Luise Rainer, njemačka glumica († 2014.)
- 31. siječnja – Willibald Hahn austrijski nogometaš i nogometni trener († 1999.)
- 13. veljače – William Bradford Shockley, američki fizičar i izumitelj († 1989.)
- 14. veljače – Elza Karlovac, hrvatska operna pjevačica († 1961.)
- 15. veljače – Irena Sendler, poljska humanitarka († 2008.)
- 8. ožujka – Claire Trevor, američka glumica († 2000.)
- 9. ožujka – Samuel Barber, američki skladatelj († 1981.)
- 11. ožujka – Jacinta Marto, portugalska katolička blaženica  († 1920.)
- 16. ožujka – Aladár Gerevich, mađarski mačevalac († 1991.)

### Travanj – lipanj
- 4. travnja – Franjo Mraz, hrvatski naivni slikar († 1981.)
- 7. svibnja – Nenad Venancije Pehar, hercegovački franjevački mučenik († 1945.)
- 12. svibnja – Karlo Bulić, hrvatski glumac († 1986.)
- 12. svibnja – Dorothy Hodgkin, engleska biokemičarka († 1994.)
- 24. svibnja –  Nils-Eric Fougstedt, finski dirigent i skladatelj († 1961.)
- 24. svibnja – August Landmesser, njemački junak († 1944.)
- 3. lipnja – Paulette Goddard, američka glumica († 1990.)
- 23. lipnja – Jean Anouilh, francuski književnik († 1987.)

### Srpanj – rujan
- 4. srpnja – Gloria Stuart, američka glumica († 2010.)
- 27. srpnja – Lupita Tovar, meksička glumica († 2016.)
- 27. kolovoza – Majka Terezija, časna sestra albanskog porijekla († 1997.)

### Listopad – prosinac
- 23. listopada – Josip Kaplan, hrvatski skladatelj, zborovođa i glazbeni pedagog († 1996.)
- 25. listopada – Tyrus Wong, američki filmski i likovni umjetnik († 2016.)
- 6. studenog – Rafael Kalinić, hrvatski katolički svećenik, franjevac, mučenik († 1943.)

## Smrti

### Siječanj – ožujak
- 17. veljače – Ignaz von Szyszyłowicz, poljski botaničar (* 1857.)
- 24. ožujka – Šimun Milinović, hrvatski svećenik, barski nadbiskup (* 1835.)

### Travanj – lipanj
- 2. travnja – Paškal Buconjić, biskup mostarsko-duvanjski i apostolski upravitelj trebinjsko-mrkanski (* 1834.)
- 21. travnja – Mark Twain, američki književnik (* 1835.)
- 25. svibnja – Robert Koch, njemački bakteriolog (* 1843.)
- 29. svibnja – Milij Aleksejevič Balakirev, ruski skladatelj i dirigent (* 1837.)
- 30. lipnja – Ivan Trnski, hrvatski književnik (* 1819.)

### Srpanj – rujan
- 14. srpnja – Marius Petipa, francuski i ruski baletan († 1818.)
- 17. srpnja – Milutin Kukuljević Sakcinski, hrvatski političar (* 1849.)
- 13. kolovoza – Florence Nightingale, engleska bolničarka (* 1820.)
- 19. kolovoza – Janko Polić Kamov, hrvatski književnik (* 1886.)
- 23. kolovoza – Teodor Georgiević, hrvatski političar (* 1849.)
- 2. rujna – Henri Rousseau, francuski slikar (* 1844.)

### Listopad – prosinac
- 2. listopada – Marcel Duchamp, francuski slikar (* 1887.)
- 30. listopada – Henri Dunant, švicarski filantrop (* 1828.)
- 19. prosinca – Filip Frano Nakić, hrvatski svećenik i splitski biskup (* 1837.)

## Nobelova nagrada za 1910. godinu
- Fizika: Johannes Diderik van der Waals
- Kemija: Otto Wallach
- Fiziologija i medicina: Albrecht Kossel
- Književnost: Paul Heyse
- Mir: Stalni međunarodni ured za mir

## Vanjske poveznice
|  | Zajednički poslužitelj ima još gradiva o temi 1910. |